# Pittosporum viscidum
Pittosporum viscidum är en tvåhjärtbladig växtart som beskrevs av L.W. Cayzer, M.D. Crisp och I.R.H. Telford. Pittosporum viscidum ingår i släktet Pittosporum och familjen Pittosporaceae. Inga underarter finns listade.